# Orthetrum angustiventre
Orthetrum angustiventre ist eine Libellenart der Gattung Orthetrum aus der Unterfamilie Libellulinae. Erstmals beschrieben wurde sie 1842 durch Jules Pierre Rambur.

## Bau der Imago
Der schlanke Hinterleib (Abdomen) ist bei den Orthetrum angustiventre-Männchen etwa 55 und bei den Weibchen etwa 47,5 Millimeter lang und schmutzig gelb.
Die Hinterflügel messen um die 40 Millimeter in der Länge und sind sowohl am Arculus als auch am Nodus um die 10,5 Millimeter breit. Das vergleichsweise lange, hellgelbe Flügelmal (Pterostigma) erreicht 5,5 Millimeter. Die Membranula der Flügel ist weiß. Der Vorderflügel weist bei Tieren die von Ferdinand Karsch untersucht wurden 17 Antenodaladern und elf bis zwölf Postnodaladern auf. Beim Hinterflügel finden sich hingegen 13 beziehungsweise 14.

## Weblink
- Orthetrum angustiventre in der Roten Liste gefährdeter Arten der IUCN 2013.2. Eingestellt von: Clausnitzer, V., Dijkstra, K.-D.B. & Suhling, F., 2009. Abgerufen am 22. Februar  2014.